# Nikolaus Szécsen von Temerin
Nikolaus, comte Szécsen de Temerin (né le 26 novembre 1857 à Temerin - mort le 18 mai 1926 à Gyöngyösszentkereszt) fut un diplomate austro-hongrois, d'origine hongroise, qui joua un rôle diplomatique important avant la Première Guerre mondiale. 
Le comte Szécsen vint d'une famille de la noblesse hongroise. Il rejoignit le corps diplomatique et servit à Rome. De 1895 à 1901, il servit comme directeur-général au sein du ministère des Affaires étrangères à Vienne. Il servit comme l'envoyé de la double-monarchie au Saint-Siège de 1901 à 1911. 
Le 21 mars 1911, il fut nommé ambassadeur à Paris et joua un rôle important lors de la crise de juillet en 1914. Il retourna à Vienne et fut membre de la Chambre haute en 1916. Il occupa également le poste du maréchal de la cour en Hongrie de 1916 à 1918. 
Il fut chevalier de l'Ordre de la Toison d'or en 1908.